# 法赫德国王大桥
法赫德国王大桥（romanized: Jisr al-Malik Fahd），又名巴林道堤橋，位於波斯湾中的巴林湾，是连接巴林和沙特阿拉伯间的跨海公路大桥。大桥的命名是為紀念沙特阿拉伯的國王法赫德。
大桥自巴林岛西部的贾斯拉（Jasra）起至沙特阿拉伯的阿奇奇亚（Al-Azizia），全长25公里，其中填海造堤部分10公里，架桥部分15公里，由5座桥梁相连而成，中间的3号桥位于主航道上，留一个高28米跨度为150米的巨大船孔，供船舶通过。桥面有4条车道，两侧有人行道，每日可通行车辆3万辆，设计时速为100公里。包括连接公路等辅助项目，整个工程耗资达12亿美元，资金全部由沙特阿拉伯方面提供。
在巴林和沙特阿拉伯水域的相交处，建造了两座人工岛。每座岛上分别设立了两国的海关和边防站，设有办理移民、护照、卫生、检疫、海岸警卫、行政管理等各种业务的办公大楼。岛上还建造了高塔饭店。提供旅游观光服务。
大桥1981年开工，历时4年多，于1986年11月25日建成通车，从巴林首都麦纳麦通过大桥到沙特阿拉伯的胡拜尔市只要20分钟的车程，而过去乘渡輪则需要2小时。